# Geyse Ferreira
Geyse da Silva Ferreira (Maragogi, Alagoas, 27 de març de 1998), coneguda com Geyse o Pretinha, és una futbolista professional brasilera. Juga com a davantera al Manchester United de la Lliga anglesa, va jugar la temporada 2022-23 amb el Futbol Club Barcelona i és internacional amb la selecció de futbol del Brasil.

## Selecció nacional
L'abril de 2015, les actuacions de Ferreira, de 17 anys, amb la União Esportiva la van portar a ser convocada per als entrenaments de la selecció brasilera sub-20. Ferreira es va convertir en una jugadora important per al Brasil en les edicions de 2016 i 2018 de la Copa del Món Sub-20. Va ser campiona i golejadora amb 12 gols a l'edició de 2018.
Ferreira va debutar amb la selecció femenina absoluta el setembre de 2017, entrant com a suplent en una victòria per 4-0 contra la selecció de Xile. El 18 de juny de 2021, va ser convocada per disputar els Jocs Olímpics d'Estiu de Tòquio 2020. El 2022 va convertir-se en campiona de la Copa Amèrica després d'imposar-se per 0-1 a la selecció de Colòmbia amb un gol de penal poc abans del descans.

## Palmarès
| Títol                                 | Equip                  | País     | Any     |
| ------------------------------------- | ---------------------- | -------- | ------- |
| Copa de Portugal                      | Sport Lisboa e Benfica | Portugal | 2018-19 |
| Copa Amèrica                          | Brasil                 | Colòmbia | 2022    |
| Liga F                                | Futbol Club Barcelona  | Espanya  | 2022–23 |
| Lliga de Campions Femenina de la UEFA | Futbol Club Barcelona  | Espanya  | 2022–23 |
| Supercopa d'Espanya                   | Futbol Club Barcelona  | Espanya  | 2022–23 |